# Jabłonka (gmina)
Pour les articles homonymes, voir Jabłonka.
Jabłonka est une gmina rurale du powiat de Nowy Targ, Petite-Pologne, dans le sud de la Pologne, à la frontière avec la Slovaquie. Son siège est le village de Jabłonka, qui se situe environ 24 km à l'ouest de Nowy Targ et 67 km au sud de la capitale régionale Cracovie.
La gmina couvre une superficie de 213,28 km2 pour une population de 16 910 habitants.

## Géographie
La gmina inclut les villages de Chyżne, Jabłonka, Jabłonka-Bory, Lipnica Mała, Orawka, Podwilk, Zubrzyca Dolna et Zubrzyca Górna.
La gmina borde les gminy de Bystra-Sidzina, Czarny Dunajec, Lipnica Wielka, Raba Wyżna, Spytkowice et Zawoja. Elle est également frontalière de la Slovaquie.